# Mesochra bodini
Mesochra bodini är en kräftdjursart som beskrevs av Kunz 1975. Mesochra bodini ingår i släktet Mesochra och familjen Canthocamptidae. Inga underarter finns listade i Catalogue of Life.